# Hornstedtia leonurus
Hornstedtia leonurus là một loài thực vật có hoa trong họ Gừng. Loài này được (J.König) Retz. mô tả khoa học đầu tiên năm 1791.